# GY Гидры
GY Гидры (лат. GY Hydrae) — карликовая новая, двойная катаклизмическая переменная звезда типа U Близнецов (UG) в созвездии Гидры на расстоянии приблизительно 1948 световых лет (около 597 парсек) от Солнца. Фотографическая звёздная величина звезды — от +16m до +14m. Орбитальный период — около 0,3472 суток (8,3338 часа)*.
Открыта Куно Хофмейстером в 1963 году.

## Характеристики
Первый компонент — аккрецирующий белый карлик спектрального класса pec(UG).
Второй компонент — оранжевый карлик спектрального класса G2p:, или K4-5, или K4,5, или K5*. Масса — около 0,65 солнечной, радиус — около 0,63 солнечного, светимость — около 0,212 солнечной. Эффективная температура — около 4351 K.